# 1782 en France
Chronologie de la France
- 1778
- 1779
- 1780
- 1781
- 1782
- 1783
- 1784
- 1785
- 1786

Cette page concerne l’année 1782 du calendrier grégorien.

## Événements
- 12 janvier : la cour des aides enregistre un édit de janvier rétablissant les 408 offices de receveurs de taille, réduit par Turgot au nombre de 204 en août 1775[1],[2].
- Janvier[3] : Du Pont de Nemours est chargé par Vergennes d’établir avec le commissaire britannique, James Hutton, les bases du traité qui doivent consacrer l’indépendance des États-Unis[4].

- 1er février : le parlement de Paris enregistre un édit de janvier portant création de sept millions de rentes viagères à 10% (emprunt de 70 millions de livres, porté à 120 puis 140 millions[2])[1].

- 23 mars : première édition du livre de Pierre Choderlos de Laclos, Les Liaisons dangereuses[5]. Elle comprend deux mille exemplaires qui sont vendus en un mois.

- 17 avril : un traité, homologué le 26 mai suivant par un arrêt du Conseil, réserve un dixième de la concession de Montcenis aux ateliers métallurgiques du Creusot[6].

- 2 juillet : capitulation de Genève[7].
- 12 juillet : le parlement de Paris enregistre un édit de juillet qui ordonne le rétablissement de l’impôt du troisième vingtième[8]. Il est supprimé en 1786.
- 17 juillet : un arrêt du conseil abandonne le doublement des droits sur les huiles et savons à compter du 1er octobre[9].

- 9 août : remontrances de la Cour des aides contre l’absence de dépôt des rôles de vingtième au greffe des élections depuis 1756. Le roi répond par la négative le 28 août[9].
- 26 août - 3 septembre : bataille de Trinquemalay au large de Ceylan[10]. Suffren remporte plusieurs victoires face à la flotte britannique dans la mer des Indes.
- 2 octobre : banqueroute des Rohan-Guémené[11].

- 18 décembre : création de la société Périer, Bettinger et Cie en vue de l’exploitation immédiate de la fonderie de Montcenis et à partir du 1er janvier 1783, de la fonderie d’Indret. Une usine est construite au Creusot par Ignace Wendel, avec l’aide technique de William Wilkinson et l’architecte Pierre Toufaire. Ouverte en 1785, elle réunit une cokerie, des hauts-fourneaux et des marteaux-pilons mus par la vapeur[12].
- Décembre : emprunt au capital nominal de 200 millions payable en papiers d’État, réduit à 100 millions[2].

- Fondation à Lyon de la société de négoce en métaux Maison Dufournel, renommée, en 1861, société Descours & Cabaud[13].

## Naissances en 1782
- 12 mars : Jules-Antoine Paulin, militaire français († 1876).
- 26 avril : Marie-Amélie de Bourbon-Siciles, femme de Louis-Philippe, reine des Français († 24 mars 1866)
- 19 juin : Félicité Robert de Lamennais, écrivain français.
- 3 juillet : Pierre Berthier, minéralogiste et géologue français.
- 24 décembre : Charles Hubert Millevoye, poète français († 1816).

## Décès en 1782
- 4 janvier : Jacques Ange Gabriel, architecte français (° 1698).
- 22 août : Henri Louis Duhamel du Monceau, ingénieur et scientifique français (° 1700)
- 21 novembre : Jacques de Vaucanson, inventeur et mécanicien français (° 1709).